# Riblji paprikaš

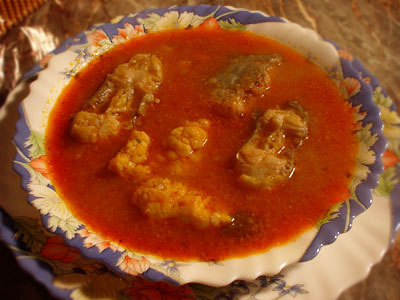
Fischsuppe

Das Riblji paprikaš oder auch Fiš paprikaš ist eine Art Fischeintopf  aus Südosteuropa. Es handelt sich dabei in der Regel um einen Eintopf (kann aber auch als Fischsuppe zubereitet werden), der auf Basis von Speisefisch, mit besonders viel Paprika und Zwiebeln zubereitet wird. 
Neben Karpfen und Wels wird auch gerne ein Stück Hecht oder Zander mitgekocht, da dieser dem Gericht einen intensiveren Geschmack verleiht. Es gibt unterschiedliche regionale Gerichte dieser Art, die sich je nach Fischsorte und Zutaten unterscheiden. 
Es wird traditionell im Freien in einem großen Kochkessel über dem Feuer gekocht. Dabei wird das Gericht zwei Stunden gekocht. Während des Kochens wird nicht umgerührt, da dieses den Fisch zerstört. Stattdessen wird der Topf von Zeit zu Zeit geschüttelt. Serviert wird es mit gekochten breiten Nudeln. In manchen Gegenden um Apatin werden auch Kartoffeln mitgekocht, dann aber ohne Nudeln serviert.
Ein verwandtes Gericht ist die in Ungarn bekannte Halászlé.